# M'lefaat
M'lefaat és un jaciment arqueològic del nord de l'Iraq, situat a 35 quilòmetres a l'est de Mossul, datat del període neolític preceràmic, al voltant de 10000-9600 aC.
Aquesta petit tell de 0,6 hectàrees va ser descobert i sondejada per Robert John Braidwood el 1954, després excavada el 1984 per un equip iraquià dirigit pel Matti Baba Altun, després el 1989 i el 1990 per Stefan Karol Kozlowski.
És un dels hàbitats permanents més antics testificats a la regió, testimoni del començament de la sedentarització al nord de l'Iraq. Inclou dos nivells d'ocupació, constituïts per petites construccions circulars (de 5 m de diàmetre per al nivell més antic, al voltant de 7,5 m per als més recents) enterrades en tova, i a vegades en pedra, en les quals l'accés havia de ser a través del terrat, excepte en un cas. Les cases tenen petits bancs disposats al centre o als seus costats. Aquestes construccions estan ordenades al voltant d'una zona central de terra batuda on hi havia instal·lacions domèstiques: xemeneies, pedres de molta, morters.
Les eines descobertes inclouen nombrosos micròlits (incloent-hi puntes de fletxes del tipus khiamià), destrals polides i caps de maces, moltes de gres, morters de pedra calcària, i un fragment de vaixella de pedra de l'Anatòlia.
Els habitants de M'lefaat practicaven la recol·lecció, la caça i la pesca, però no hi ha rastre d'agricultura (és a dir de cereals domesticats), tot i que els primers experiments en aquest moment són possible. Les plantes recollides eren principalment ordi i llegums silvestres (llardons, llenties), i es caçaven gaseles, guineus, llebres, senglars i cabres salvatges.